# Seddera fastigiata
Seddera fastigiata là một loài thực vật thuộc họ Convolvulaceae. Đây là loài đặc hữu của Yemen. Môi trường sống tự nhiên của chúng là vùng cây bụi khô khu vực nhiệt đới hoặc cận nhiệt đới.
Musty and brown in colouration, the plant is tough and hardgoing, allowing it to flourish in the unforgiving Yemeni shrublands.